# 梅莉莎·巴伯
梅莉莎·巴伯（英語：Me'Lisa Barber，1980年10月4日—），美国女子田径运动员，主攻短跑。她曾代表美国参加2003年泛美运动会田径比赛，获得女子4×400米接力金牌。她也获得两枚室外世界锦标赛金牌。